# Askatasuna (organització)
Askatasuna (en català, Llibertat) fou el nom d'una organització de suport als presos i familiars de presos del Moviment d'Alliberament Nacional Basc creada el 2001 com a successora de Gestoras Pro Amnistía i il·legalitzada el 2002.
Gestoras Pro-Amnistía són una organització nascuda en la dècada de 1970 (durant els darrers anys del franquisme) per a lluitar per la llibertat dels presos polítics bascs (fonamentalment membres d'ETA) i per a donar suport als familiars dels presos. En el sumari contra Herri Batasuna dut a terme pel jutge Baltasar Garzón, va arribar a la conclusió que Gestoras Pro Amnistía portava el control i coordinació del col·lectiu de presos d'ETA, així com realitzava funcions d'enaltiment dels seus actes, com ara homenatges o jornades de lluita. Això va portar al jutge a considerar que Gestoras era "part integrant d'ETA" i per tant, a considerar-la una organització terrorista més, comportant-li poc després la il·legalització. El 31 d'octubre de 2001 el jutge Garzón va detenir a diversos dirigents de Gestores i va bloquejar els seus comptes bancaris. Va ser llavors quan Gestores es fusionaren amb una organització homòloga al País Basc del Nord i van crear una nova organització anomenada Askatasuna, per tal d'evitar la il·legalització.
El 2 de maig de 2002, la Unió Europea la va incloure dins la llista d'organitzacions terroristes. La nova organització fou il·legalitzada a Espanya i els seus dirigents detinguts i empresonats a principis de 2002, però va seguir amb l'activitat a França, i el 17 de setembre de 2008 21 ciutadans acusats de ser membres de les Gestoras Pro Amnistía o Askatasuna van ser condemnats a presó a Espanya. Askatasuna va decidir dissoldre's el juny de 2012 després d'un debat intern i arran del canvi polític que suposava l'anunci del cessament definitiu de l'activitat armada de l'organització Euskadi Ta Askatasuna.